# 欧涅斯
欧涅斯（Oannes）是巴比伦神话中的智慧导师。关于欧涅斯的记载有两个来源：一是贝洛索斯（Berossos）的《巴比伦尼亚志》（Babyloniaka）第一册，二是若干楔形文字记载。
贝洛索斯在《巴比伦尼亚志》中形容欧涅斯有鱼的身体，但有人的头、双脚和声音。欧涅斯来自厄立特里亚海，白天从海中浮起，教给人类各种知识，晚上则沉下海底。
《巴比伦尼亚志》第二册中记载了在欧涅斯之后的六位智慧导师，他们主要负责解释欧涅斯留下的知识。